# Ricanula limitaris
Ricanula limitaris är en insektsart som först beskrevs av Walker 1857.  Ricanula limitaris ingår i släktet Ricanula och familjen Ricaniidae. Inga underarter finns listade i Catalogue of Life.